# Horvátország a 2023. évi téli universiadén
Horvátország az Amerikai Egyesült Államokbeli Lake Placidban megrendezett 2023. évi téli universiade egyik részt vevő nemzete volt.

## Sífutás
Versenyző adatai:
| Név           | Kor (2023. január 12. szerint) | Egyesület      | Felsőoktatási tanintézet                    |
| Marko Skender | 2001. július 9. (21 évesen)    | TSK Ravnogorac | University of Zagreb (Zágráb, Horvátország) |

Férfi
| Versenyző     | Versenyszám        | Selejtező | Selejtező | Negyeddöntő | Negyeddöntő | Elődöntő | Elődöntő | Döntő   | Döntő    |
| Versenyző     | Versenyszám        | Idő       | Hely.     | Idő         | Hely.       | Idő      | Hely.    | Idő     | Helyezés |
| ------------- | ------------------ | --------- | --------- | ----------- | ----------- | -------- | -------- | ------- | -------- |
| Marko Skender | 10 km (klasszikus) |           |           |             |             |          |          | 27:21,3 | 53.      |
| Marko Skender | 10 km (szabad)     |           |           |             |             |          |          | 53:56,7 | 54.      |
| Marko Skender | Sprint             | 2:32,06   | 29.       | 2:36,89     | 5.          | kiesett  | kiesett  | kiesett | 25.      |